# 旧金山动物园
旧金山动物园（San Francisco Zoo）是位于美国加利福尼亚州旧金山的一座动物园。它有约250种动物，大猩猩可可出生于此。

## 历史
美国商人赫伯特·弗莱什哈克（Herbert Fleishhacker）1929年开始建造这所动物园，当时叫做赫伯特·弗莱什哈克动物园（Herbert Fleishhacker Zoo），1930年代和40年代陆续建成，为公共事業振興署项目之一。1941年2月27日改现名。

### 事故

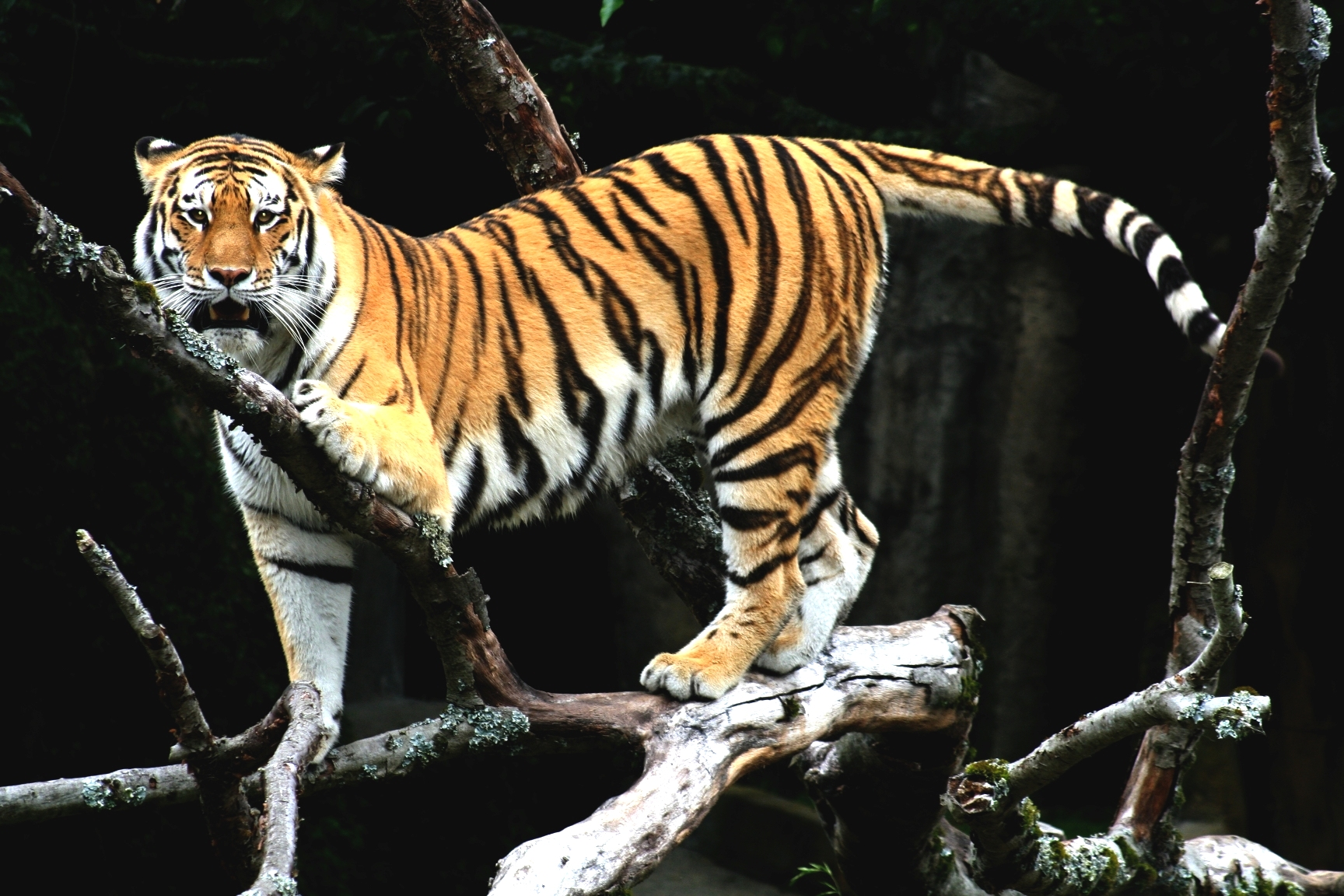
塔蒂阿娜

2006年12月22日，西伯利亚虎“塔蒂阿娜”（Tatiana，2005年引入）袭击了饲养员洛里（Lori Komejan），饲养员的手臂被严重咬伤，住院数周才康复。饲养着塔蒂阿娜的狮园（Lion House）闭馆十个月，动物园也因存在安全隐患而遭到政府罚款。
2007年12月25日，在被游客用棍子和松果戏弄后，塔蒂阿娜反击，一名叫做卡洛斯·苏萨（Carlos Sousa）的游客当场被杀，另一人受伤，它也被警方击毙。这是美国动物园和水族馆协会成员动物园历史上第一次发生动物逃逸杀害游客事件。